# Aristotle and Dante Discover the Secrets of the Universe
Aristotle and Dante Discover the Secrets of the Universe je americký dramatický film z roku 2022, který režíroval Aitch Albert podle stejnojmenného románu Benjamina Alire Sáenze. Snímek měl světovou premiéru na Mezinárodním filmovém festivalu v Torontu dne 9. září 2022.

## Děj
Teenager Aristoteles zvaný „Ari“ žije v El Pasu v Texasu. Cítí se nepochopený okolím, trápí ho strach a pochyby o sobě a myslí si, že bude navždy sám. Věci se změní, když jednoho letního dne roku 1987 potká na koupališti Danteho. Oba samotáři spolu začnou trávit čas a zjišťují, že přes všechny rozdíly mají mnoho společného. Svobodomyslný vševědoucí Dante pomáhá Arimu ovládat své pocity ohledně své rodiny a obavy o svůj život a budoucnost a vidět svět jinýma očima. Společně si vypěstují zvyk chodit naboso, kdykoli je to možné.
Jejich společné léto skončí, když Dante musí s rodiči odjet z El Pasa do Chicaga, kde dostal Dantův otec práci na rok. Dante dostal trochu více sebevědomí a Ari začíná žít trochu svobodněji. Dostane svou první práci, seznámí se s dívkou a ptá se sám sebe, proč je jeho bratr ve vězení a proč jeho rodiče Liliana a Jamie Mendozovi o tom nechtějí mluvit. Oba teenageři si píší dopisy až do Danteho návratu v létě roku 1988.

## Obsazení
| Eva Longoria    | Soledad Quintana        |
| Kevin Alejandro | Sam Quintana            |
| Luna Blaise     | Elena Tellez            |
| Eugenio Derbez  | Jaime Mendoza           |
| Isabella Gomez  | Gina Navarro            |
| Veronica Falcón | Liliana Mendoza         |
| Max Pelayo      | Aristotle „Ari“ Mendoza |
| Reese Gonzales  | Dante Quintana          |

### Ocenění
- Festival amerického filmu: nominace do hlavní soutěže
- Filmový festival v Miami: nominace na Jordan Ressler First Feature Award (Aitch Alberto)
- Mezinárodní filmový festival v Palm Springs: Nominace na Velkou cenu poroty New Voices/New Visions (Aitch Alberto)